# Wolfgang Kohlrausch
Pour les articles homonymes, voir Kohlrausch.
Wolfgang Gustav Theodor Kohlrausch (né le 20 décembre 1888 à Hanovre ; mort le 7 août 1980 à Freudenstadt) fut un médecin du sport et un spécialiste de la rééducation allemand.
Il est reconnu comme le père des méthodes allemandes de rééducation ; il créa et dirigea plusieurs centres de rééducation. Lors de la période nationale-socialiste, il travailla sur des méthodes anthropométriques et se vit attribuer la première chaire allemande de médecine sportive.
Après la dénazification, son activité fut limitée à des commandes universitaires. Il n'en poursuivit pas moins ses travaux sur la rééducation jusqu'à un âge avancé.
- Notices d'autorité :   - VIAF
  - ISNI
  - BnF (données)
  - IdRef
  - LCCN
  - GND
  - Italie
  - Belgique
  - Pays-Bas
  - Pologne
  - Israël
  - NUKAT
  - Tchéquie
  - WorldCat